# أولاد بوزيد (الغنادرة)
أولاد بوزيد هي إحدى مشيخات المملكة المغربية، تتبع جغرافيا لإقليم سيدي بنور وإداريًا للغنادرة. يقدر عدد سكانها بـ 9586 نسمة حسب الإحصاء الرسمي للسكان والسكنى لسنة 2004.